# Unagisaki hocho

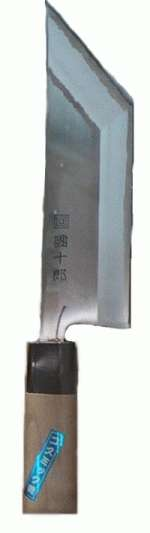
Un Unagisaki hocho regolamentare (fotomontaggio)

Un Unagisaki hocho (鰻サキ包丁) è un coltello usato nella cucina giapponese per sfilettare l'anguilla. La punta aguzza e tagliente viene spinta nell'anguilla vicino alla testa e quindi fatta scorrere per tutta la lunghezza del suo corpo.  Oltre alla versione standard mostrata in figura esistono anche varianti locali che differiscono significativamente tra Nagoya, Osaka, e Kyōto.